# 雲州大儒俠
《雲州大儒俠》是1970年至1973年間，於臺灣電視公司所播出的電視布袋戲，由黃俊雄領導的劇團所創造，播出期間曾經締造出收視率高達90%以上的紀錄。改編自清代章回小說《野叟曝言》，但由於本書在日治時代被列為禁書，因此黃海岱將小說劇本改編為《忠孝義勇傳》，劇中的主角征日明朝名將文素臣、隨身家僕、做生意的劉大郎等角色，變成為國除奸的儒俠史炎雲、庸兒、言語詼諧的劉三，黃俊雄先生再將史炎雲易名為史豔文。
內容為主角雲州大儒俠史豔文帶領中原群俠對抗藏鏡人等反派人物的故事，著名角色有：史豔文、苦海女神龍、劉三、怪老子、哈買二齒、藏鏡人、秦假仙等。後來，因此劇大受歡迎，結果於1974年6月遭致政府以「影響農工作息」為由下令禁播而收場。但據黃俊雄在2009年的回憶表示：「其實當年沒有真的下令『禁播』，而是停播。因為當時的中國國民黨中央文化工作會主委秦孝儀等人認為臺語劇播出與當時推行國語運動有衝突，要求電視臺審劇本，通過才能拍，但每次送劇本都不過，最後只好停播。」
香港亞洲電視曾購入2000年所拍攝的版本，以《大儒俠史豔文》之名配上粵語播放。

## 故事大綱
史豔文崇拜岳飛的精忠報國精神，故離別母親，往杭州岳王廟去進香。一日，史豔文投宿劉家客棧，和店主劉三的妹妹劉萱姑定親。後史豔文遭五毒派與總兵安基謀陷害，發配遼東充軍三年。所幸史豔文因先後營救皇太子與欽差有功，不僅獲赦還鄉，且受封為兵部左侍郎。
誰知這時南苗王派紅毛天狗入宮盜走玉璽。史豔文乃討奏出京，前往西康欲尋回玉璽，連破西康五城－－風雲、雷火、萬劍、黃昏、巴達城（其巴達城爵子巴士克遭藏鏡人指使化裝史豔文模樣對西康公主沙玉琳始亂終棄、導致沙玉琳化名恨世生報復史艷文）、歷經一番波折之後仍無法將國賊緝拿到案，但得天關山隱士白菩提贈三卷天書，並拜仙山女婆為義母、結識孝女白瓊、中原三老、小金剛等義俠。
另外史豔文家中生變，史獻忠誤殺花花公子而出走雲南，劉萱姑亦趕往西康尋史……然玉印下落成謎，史豔文乃分心對付萬惡罪魁的藏鏡人，有群俠及聞世先生、天琴、醉彌勒、中國強、秦谷鱉、秦假仙等人相助。儘管藏鏡人狡兔三窟、機關算盡仍告失敗，在群俠圍攻之下，墜下清聖橋……

## 版本
| 版本 | 播出時間                     | 劇名                    | 頻道       | 演出者 | 備註               |
| ---- | ---------------------------- | ----------------------- | ---------- | ------ | ------------------ |
| 1    | 1970年3月2日 │ 1973年3月15日 | 雲州大儒俠              | 台視       | 黃俊雄 | 因故停播           |
| 1    | 1970年3月2日 │ 1973年3月15日 | 雲州大儒俠續集          | 台視       | 黃俊雄 | 因故停播           |
| 1    | 1970年3月2日 │ 1973年3月15日 | 大儒俠                  | 台視       | 黃俊雄 | 因故停播           |
| 1    | 1974年2月                    | 雲州四傑傳              | 台視       | 黃俊雄 | 因故停播           |
| 2    | 1983年8月15日                | 雲州大儒俠史艷文        | 中視       | 黃俊郎 | 現今有發行影像媒體 |
| 2    | 1983年11月14日               | 苦海女神龍              | 中視       | 黃文擇 | 現今有發行影像媒體 |
| 2    | 1984年2月14日                | 忠勇小金剛              | 中視       | 黃文擇 |                    |
| 3    | 1987年                       | 新雲州大儒俠            | 臺視       | 黃俊雄 |                    |
| 3    | 1987年                       | 史艷文與女神龍          | 臺視       | 黃俊雄 |                    |
| 4    | 1994年                       | 新雲州大儒俠            | 華視       | 黃俊雄 | 現今有發行影像媒體 |
| 4    | 1996年                       | 金光霹靂菩薩藏          | 發行錄影帶 | 黃俊雄 |                    |
| 4    | 1996年                       | 萬教大革殺              | 發行錄影帶 | 黃俊雄 |                    |
| 4    | 1997年                       | 金光十八龍              | 發行錄影帶 | 黃俊雄 |                    |
| 4    | 1998年                       | 金光九天盤              | 發行錄影帶 | 黃俊雄 |                    |
| 5    | 2000年4月26日                | 雲州大儒俠 【千禧年版】 | 中視       | 黃俊雄 | 現今有發行影像媒體 |
| 5    | 2002年8月3日                 | 第一俠 苦海女神龍       | 臺視       | 黃俊雄 | 現今有發行影像媒體 |
| 5    | 2002年                       | 霹靂城                  | 臺視       | 黃俊雄 | 現今有發行影像媒體 |
| 5    | 2003年                       | 鷹燕龍虎榜              | 臺視       | 黃俊雄 | 現今有發行影像媒體 |
| 5    | 2009年8月8日                 | 黑白龍狼傳              | 發行DVD    | 黃立綱 |                    |
| 5    | 2012年6月27日                | 天地風雲錄之決戰時刻    | 發行DVD    | 黃立綱 |                    |
| 5    | 2012年12月5日                | 天地風雲錄之九龍變      | 發行DVD    | 黃立綱 |                    |
| 5    | 2013年8月28日                | 天地風雲錄之劍影魔蹤    | 發行DVD    | 黃立綱 |                    |
| 5    | 2014年1月15日                | 天地風雲錄之魔戮血戰    | 發行DVD    | 黃立綱 |                    |
| 5    | 2014年9月3日                 | 金光御九界之墨武俠鋒    | 發行DVD    | 黃立綱 |                    |
| 5    | 2015年4月22日                | 金光御九界之墨世佛劫    | 發行DVD    | 黃立綱 |                    |
| 5    | 2015年12月16日               | 金光御九界之墨邪錄      | 發行DVD    | 黃立綱 |                    |
| 5    | 2016年6月25日                | 金光御九界之東皇戰影    | 發行DVD    | 黃立綱 |                    |
| 5    | 2017年3月22日                | 金光御九界之魆妖紀      | 發行DVD    | 黃立綱 |                    |
| 5    | 2017年11月22日               | 金光御九界之鬼途奇行錄  | 發行DVD    | 黃立綱 |                    |
| 5    | 2018/08/29                   | 金光御九界之齊神籙      | 發行DVD    | 黃立綱 |                    |
| 5    | 2019/05/01                   | 金光御九界之戰血天道    | 發行DVD    | 黃立綱 |                    |
| 5    | 2021/01/06                   | 金光御九界之仙古狂濤    | 發行DVD    | 黃立綱 |                    |
| 5    | 2022/04/27                   | 金光御九界之妖禍天劫    | 發行DVD    | 黃立綱 |                    |

## 改編

### 真人
- 《大俠史艷文》（1970年）

香港武俠電影，郭南宏監製，江水涵、余漢祥聯合導演，江南、李璇、江青霞、華戀（陳秋燕）主演。
- 《雲州大儒俠史艷文》（1971年）

英文題名：The Scholar Swordsman
台灣武俠電影，華國有限公司拍攝，周劍光監製，侯錚編導，張清清、李欣華、孫璐、石峰、李剛、陳鴻烈等主演。
- 《雲州英雄傳》（1972年）

台視連續劇，楊麗花（飾史豔文）、石英（飾藏鏡人）、方龍（飾二齒）等主演。
- 製作人：黃俊雄
- 編劇：陳國雄
- 導播：顧輝雄

- 《少年史豔文》（2003年）

台視八點檔，駱力煒主演。

### 漫畫
- 《雲州大儒俠史豔文》（2000年）

林明峰繪，東立出版社出版。

## 外部連結
- 史豔文舞台 （页面存档备份，存于）
- 金光總部官方網站
- 少年史艷文台視八點 奇情武俠經典劇展 （页面存档备份，存于）